# Frank Yablans
Frank Yablans (Nueva York, 27 de agosto de 1935 – Los Ángeles (California), 27 de noviembre de 2014) fue un ejecutivo de estudio cinematográfico, productor y guionista estadounidense.

## Biografía
Yablans nació en Brooklyn, Nueva York, en el seno de una familia judía fruto de la unión de Annette y Morris Yablans. Su padre era taxista. Su hermano mayor es el también productor Irwin Yablans, famoso por su trabajo en Halloween (1978).
Yablans entró en el negocio del cine en 1956 trabajando para el sector de ventas de Warner Bros.. En 1959, ficha por Buena Vista como responsable de ventas del Estado de Milwaukee, puesto en el que permanece hasta 1966. Posteriormente, trabajaría para Sigma III y más tarde para Filmways después de ésta adquiriera Sigma III.
En junio de 1969, sería fichado como vicepresidente ejecutivo de ventas de la Paramount Pictures. En este cargo, su éxito en el proceso de marketing de la películaLove Story (1970) le llevó a ser nombrado presidente de Paramount Studios el 10 de mayo de 1971.
Como jefe de la Paramount, supervisó la producción de clásicos como El Padrino (1972), El padrino II (1974), y Chinatown (1974). También fue el responsable de las celebraciones del centenario del nacimiento del fundador del estudio Adolph Zukor en enero de 1973.
Después de la reorganización en Paramount en el que Charles Bluhdorn, presidente y director ejecutivo de Gulf & Western Industries, fue reemplazado por Barry Diller, Yablans anunció su renuncia como presidente el 8 de noviembre de 1974.
A partir de aquí, ejerció de productor independiente, trabajando sobre todo para Paramount y 20th Century Fox. Fue productor ejecutivo de películas como El expreso de Chicago (1976), El otro lado de la medianoche (1977), Congo (1995), y la popular serie de HBO series Roma. También produjo y adaptó los guiones de North Dallas Forty (1979) y Queridísima mamá (1981) (ambas basadas en libros), aunque la última ganaría los Premios Golden Raspberry al peor guion.
Kirk Kerkorian reclutó entonces a Yablans para dirigir Metro-Goldwyn-Mayer (Metro-Goldwyn-Mayer (MGM), por aquel entonces cargada de deudas. Aunque Yablans logró fusionar la MGM y United Artists (UA) lo que produjo una significativa reducción de costes, la compañía continuó perdiendo valor y en 1986 fue vendida a Ted Turner Productions por 1.25 billones de dólares.
En 2003, Yablans fundó Promenade Pictures, una productora comprometidos con la producción de entretenimiento "para toda la familia", con su proyecto más ambicioso, la serie "Historias épicas de la Biblia" de largometrajes animados por CGI, inaugurada con Los Diez Mandamientos (2007) y seguida con El arca de Noé: El nuevo comienzo (2012).

## Muerte
Yablans murió el 27 de noviembre de 2014 por causas naturales a la edad de 79 años. Dejó tres hijos, Robert Yablans (fallecido), Sharon Abrams y Edward Yablans – producto de su relación con Nadia Pandolfo.